# Fred Rodríguez
Fred Rodríguez (Bogotá, Colombia, 3 de septiembre de 1973) es un exciclista que compitió para Estados Unidos, obteniendo esta nacionalidad. Entre sus logros más destacados ha sido cuatro veces campeón nacional de ruta de Estados Unidos y ganó una etapa del Giro de Italia en 2004.
Ha formado parte del equipo nacional de EE. UU (1992-1994) con una serie de corredores profesionales como Lance Armstrong, Bobby Julich, George Hincapie, Jeff Evanshine, Chann McRae y Kevin Livingston.
Corrió en Europa en equipos de renombre como el Mapei y Predictor-Lotto. En 2008, volvió a Estados Unidos uniéndose al Rock Racing. En 2011 pasó al Team Exergy y, tras la desaparición de este a finales de 2012, fichó por el Jelly Belly-Kenda en mayo de 2013. Reside habitualmente entre Emeryville (California, Estados Unidos) y Gerona (España).

## Palmarés
| 1996 - 2.º en Campeonato de Estados Unidos en Ruta - International Cycling Classic - 1 etapa del Tour de China 1997 - 1 etapa de la Redlands Bicycle Classic - 1 etapa de la Vuelta a la Baja Sajonia 1998 - 2 etapas del Tour de Langkawi - 1 etapa de la Vuelta a la Baja Sajonia 1999 - 1 etapa del Tour de Langkawi - 2.º en Campeonato de Estados Unidos en Ruta - Schaal Sels 2000 - 2 etapas de la Vuelta a la Baja Sajonia - 1 etapa de los Cuatro Días de Dunkerque - 1 etapa de la Uniqa Classic - First Union Classic - Campeonato de Estados Unidos en Ruta - 1 etapa de la Vuelta a Suiza | 2001 - Campeonato de Estados Unidos en Ruta - Commerce Bank International Championship - 1 etapa del Tour de Luxemburgo 2003 - 1 etapa de la Vuelta a Rodas - 2 etapas del Tour de Georgia 2004 - 1 etapa del Giro de Italia - Wachovia Classic - Campeonato de Estados Unidos en Ruta 2005 - 1 etapa del Gran Premio Internacional Costa Azul 2006 - 1 etapa del Tour de Georgia 2007 - 1 etapa del Tour de Georgia - 1 etapa del Tour de Elk Grove 2013 - Campeonato de Estados Unidos en Ruta |

## Resultados en Grandes Vueltas y Campeonatos del Mundo
| Carrera         | Carrera         | 1996 | 1997 | 1998 | 1999 | 2000 | 2001 | 2002 | 2003  | 2004 | 2005  | 2006  | 2007 | 2008 | 2009 | 2010 | 2011 | 2012 | 2013 | 2014 | 2015 |
| --------------- | --------------- | ---- | ---- | ---- | ---- | ---- | ---- | ---- | ----- | ---- | ----- | ----- | ---- | ---- | ---- | ---- | ---- | ---- | ---- | ---- | ---- |
|                 | Giro de Italia  | ―    | ―    | ―    | ―    | ―    | ―    | ―    | ―     | 98.º | ―     | ―     | ―    | ―    | ―    | ―    | ―    | ―    | ―    | ―    | ―    |
|                 | Tour de Francia | —    | —    | —    | —    | 86.º | Ab.  | Ab.  | Ab.   | —    | 132.º | Ab.   | Ab.  | —    | —    | —    | —    | —    | —    | —    | —    |
|                 | Vuelta a España | —    | —    | —    | —    | —    | —    | —    | 116.º | —    | —     | 109.º | —    | —    | —    | —    | —    | —    | —    | —    | —    |
| Mundial en Ruta | Mundial en Ruta | —    | —    | —    | Ab.  | Ab.  | —    | 23.º | 18.º  | Ab.  | 59.º  | 15.º  | —    | —    | —    | —    | —    | —    | —    | —    | —    |

—: no participa

Ab.: abandono